# Коретра
Коретра (Chaoborus, або Corethra) — рід комарів родини хірономіди; на думку окремих систематиків утворює разом з близькими родами особливу родину (Chaoboridae).

## Опис
Комарі довжиною 6-10 мм, з довгими ніжками та коротким хоботком. Личинки напівпрозорі з веретеноподібним тілом.

## Спосіб життя
Личинки живуть зазвичай в товщі води, на дно опускаються рідко; активні хижаки, харчуються дрібними ракоподібними (дафніями, циклопами) і молодими личинками інших комарів. Личинки коретри живуть у великих глибоких озерах, невеликих болотних і торф'яних або багатих гумусом і мулом водоймах, а також в калюжах, тримається в середніх шарах води, нерухомо висячи в товщі в горизонтальному положенні, іноді хапаючи за допомогою антен і великих зазубрених щелеп (мандибул) дрібних планктонних членистоногих та личинок. Плавучість регулюється 2-ма спеціальними бульбашками (заповненими повітрям розширеннями трахей), які разом з очима, є єдиною непрозорою частиною тіла.
Дорослі особини зустрічаються в траві по берегах водойм.

## Коретра в акваріумістиці

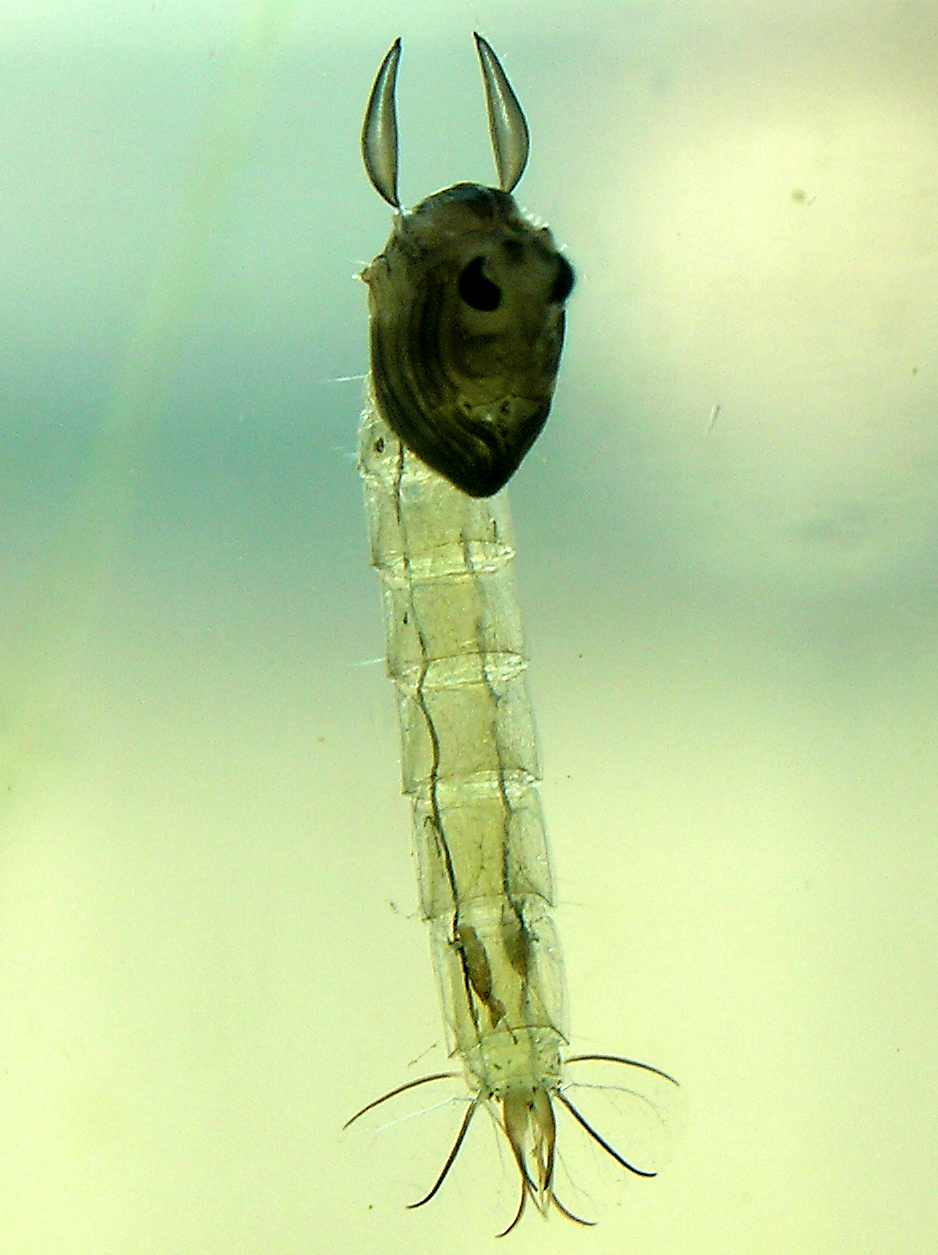
Лялечка комара коретра

Личинки використовуються в акваріумістиці як живий, але не дуже поживний корм для акваріумних риб. Продаються в зоомагазинах і на тваринних ринках у живому вигляді, можуть тривалий час зберігатися в прохолодному місці (наприклад, в холодильнику), або добре аерованій воді, не вимогливі до параметрів води (витримують присутність хлору).
В акваріумах може поїдати ікру та мальків, тому придатна для годування лише дорослої риби. Не ховається у ґрунті. Добре підходить для риб, схильних до ожиріння.